# Lizocim
Lizocim (imenujejo ga tudi muramidaza) je encim (EC 3.2.1.17), ki deluje protibakterijsko s tem, da katalizira cepitev vezi med dvema monosaharidnima enotama v bakterijski steni, s tem pa uniči strukturno integriteto celične stene. Najdemo ga v solzah in nosni sluznici ter materinem mleku. Tega je 400 μm/mL, kar je približno 3.000-krat več kot ga je v kravjem mleku. Ker ga kisline in encimi v dojenčkovem želodcu ne razgradijo, pride tudi v njegovo črevesje skupaj z laktoferinom, ki je ravno tako prisoten v materinem mleku. Uničuje po gramu pozitivne in po gramu negativne bakterije in deluje kot naravni antibiotik. V jajčnem beljaku ščiti ptičji zarodek pred okužbo.
Sestavlja ga okrog 130 aminokislinskih ostankov; med njimi je veliko bazičnih, tako da ima lizocim nenavadno visoko izoelektrično točko. Zaradi te lastnosti ga je mogoče izolirati na enostaven način. Poznamo več različic tega encima. Najbolj je preučen lizocim iz jajčnega beljaka. Odkril ga je britanski bakteriolog Alexander Fleming leta 1922. Varuje nas pred nevarnimi bakterijskimi okužbami in sicer tako, da razkraja bakterijsko ovojnico. Zagotavlja zaščito pred veliko različnimi po gramu pozitivnimi bakterijami. Z aktivnim mestom se veže na šest zaporednih amino sladkorjev, ter hidrolizira β glikozidno vez med 1. C atomom in N- acetilmuraminske kisline. Da reakcija poteče se mora vezati na vsaj šest sladkorjev v zaporedju. Vezavna mesta na proteinu so: 35, 52, 62, 36, 101, 108. Velikost proteina je 14 kDa, struktura pa vsebuje 4α helikse in 3β liste.
Aktivnost je odvisna od pH, temperature, bakterijske odpornosti in od bakterijske velikosti. Najaktivnejši pa je med 40 °C in 45 °C ter pri pH od 3,5 pa tja do 7, vendar pa ostane aktiven tudi še pri 62 °C ter pri pH 2 pa tja do 10. Če ga izpostavimo nižjim temperaturam, se njegova aktivnost drastično zniža. Izoelektrično točko ima pri pH 11. Zaradi njegove velikosti ne more prehajati med celicami, zato njegov antibiotski učinek ni enak po vsem telesu.